# 板谷直樹
板谷 直樹（いたや なおき、1971年6月23日 - ）は、日本のベーシスト、作曲家、編曲家。

## 略歴
北海道出身。R&B、AOR、ジャズフュージョンに親しみ15歳よりベースをはじめる。
札幌稲雲高校卒業後、東京の音楽専門学校で学ぶ。その後札幌での活動を経て渡米、バークリー音楽大学を卒業している。本場のジャズやラテン音楽に直接触れ大きな影響を受けた。ベーシストとして多数のアーティストのライブやレコーディングに参加している。
2008〜2015年までRF（アールエフ）のベーシストとして活動し、5枚のアナログと7枚のアルバムを発表。
2015年6月 民謡に先端のビートを取り入れた「ニッポングルーヴマジック協会」をスタート。第一弾音源「南部俵積み唄」はヴィレッジヴァンガードのコンピCDに収録され注目を集めた。2023年台湾 iTunes Store J-Popソング13位にランクイン。
2022年からバンドanimec8（アニメック8）のリーダー、ベーシスト、作曲家として活動している。
ITAYA BASS ACADEMY（板谷ベースアカデミー）では動画によるレッスン他、マンツーマンによる後進の指導も行っている。
ベース教則本の執筆やベースマガジンへ奏法記事を寄稿し著作活動もしている。

## 参加作品
- MacKenzie Grant「Under Dog」Pop!Goes The Music Productions（2000）
- 奥山みなこ「Much Love」flower records（2004）
- 紺野紗衣「element」AquaMusik（2004）
- Lia「Prismatic」queens lable（2004）
- eico「Strelitzia」Sony Music Works（2004）
- eico「空の話」Sony Music Works（2004）
- 鼓醒「Frog a go-go」Jazz Maffia Records（2004）
- RUNE「ウィール」COMPOZILA（2004）
- JESSE JAMES「Some Things Never Change」JJ.Planning,Inc. （2004）
- 奥山みなこ「One by One」　flower records（2005）
- eico「月夜のギター」flower records（2005）
- eico「夢先案内人 remixes」flower records（2005）
- 奥山みなこ「Minako Okuyama EP」flower records（2005）
- Flower Records「10th anniversary selection」flower records（2005）
- 奥山みなこ「Minako Okuyama Remixes」flower records（2005）
- ASIA SunRise「Sunshine Boy」Peaceful Records（2006）
- 中嶋久美子「Come Closer」lonnielabel（2006）
- クレモンティーヌ「Lumiere」東芝EMI（2006）
- V.A.「Flavor Bossa Case」コロムビアミュージックエンタテインメント（2006）
- V.A.「Flavor Bossa Case 2」コロムビアミュージックエンタテインメント（2006）
- AfternoonTea「Afternoon Tea Music For Celebration」Living Records Tokyo（2006）
- V.A.「Flavor Bossa Case Best Of Mellow」コロムビアミュージックエンタテインメント（2006）
- V.A.「Flavor Bossa Case Best Of Groove」コロムビアミュージックエンタテインメント（2007）
- Lia/LIA 「COLLECTION ALBUM −Special Limited BOX」VisualArt's（2007）
- TVサントラ「肩ごしの恋人」ワーナーミュージックジャパン（2007）
- Prayer「Love Songs」Heart Aid Music（2007）
- NHKみんなのうた「HANA」暮部拓哉　コロムビアミュージックエンタテインメント（2008）
- 「ロビーとケロビー」オリジナルサウンドトラック　アニプレックス（2008）
- 井上芳雄 「Welcome To The Theater」ビクターエンタテインメント（2008）
- テノヒラ「愛があって」bitter sweet music（2008）
- Shinichi Otsu「inside of sound」（2008）
- V.A.「Such A Beautiful Girl Like You」mona records（2009）
- 石井里佳　MySpaceモバイル着うたフル（2009）
- 「誰も知らない泣ける歌」もらい泣き篇　コロムビアミュージックエンタテインメント（2009）
- テノヒラ「hug」bitter sweet entertainment（2009）
- Ray「Ray Of Sunshine 7th」AMA（2009）
- tangerine.「Login! -tangerine. works-」HEI Global Entertainment（2009）
- Pinacoteca「Pinacoteca」Happiness Records（2009）
- RF「Thnx 4 Dilla! (Farah Re-Edit) c/w Love Theme」Timeless（2009）
- manamana「空のとびかた」Happiness Records（2010）
- Aizdean「Hadiah 〜The First Step〜」Hudson Music Entertainment（2010）
- The New Classics「愛してる」が言えなくて　CROWN RECORDS（2010）
- Cian「光の中の女神」BALLOON RECORDS（2010）
- 石井里佳「あおいくま」GeeDes records（2010）
- クレモンティーヌ 他「Dream Bossa Diamond」Anchor Records（2010）
- チャンベビ「サチワールド」バウンディ（2010）
- plutrio「The map & compasses」plutrirecords（2010）
- RF「RF」Timeless（2010）
- RF「FROM THE PAST TO THE FUTURE」Timeless（2010）
- じゅりあん「メソッド」Date Course Records（2011）
- Flavor Bossa Case「Best Of Groove Style」Vithmic（2011）
- Flavor Bossa Case「Best Of Mellow Style」Vithmic（2011）
- eico「ha lu」Morning Glory Music（2011）
- eico「Golden Apple Plant」Morning Glory Music（2011）
- 荒牧リョウ「COLORFULL」Starman Records（2011）
- 白石涼子「R02」KING RECORDS（2011）
- RF「Relation」Timeless（2011）
- RF「Still love u c/w H&D」Timeless（2011）
- V.A.「Melancholic Jazz Moon BLK」IntroDuCing!（2011）
- RF「Save Our Children c/w Sexywoman」（2011）
- RF「Feel」Timeless（2011）
- RF「Rhythm」Timeless（2011）
- V.A.「Melancholic Jazz Moon BLK 2」IntroDuCing!（2011）
- DE DE MOUSE / sky was dark（sky was dark session）DSDレコーディング　OTOTOY （2012）
- Beer SQ　スクエアエニックス（2012）
- V.A.「Melancholic Jazz Moon BLK 3」IntroDuCing!（2012）
- FINAL FANTASY TRIBUTE~THANKS~　スクエアエニックス（2012）
- 石井里佳「SLOW LOVE」RAINBOW ENTERTAINMENT（2013）
- plutrio「usual miracles」plutrirecords（2013）
- Bass Premier 96k（ベースサンプリング音源）Premier Sound Factory（2013）
- The Selection of DE DE MOUSE Favorites performed by 六弦倶楽部 with Farah a.k.a. RF vol.01　not records（2013）
- RF「Fill the bill」Timeless（2013）
- RF「From The Past To The Future 2」(12")　Timeless（2013）
- MAY'S「Kissing」初回限定盤 CD+DVD（2014）
- MAY'S「Kissing」通常盤CD（2014）
- 石塚美咲「Crescendo - EP -」（2014）
- SQ SWING　スクエアエニックス（2014）
- MAY'S「VIVA!!! SUMMER COVERS ~Dancin' In The Round~」（2014）
- Acoustic Bass Premier 2　Premier Sound Factory（2014）
- 剣幸「kohibumi」OFFICE A2.（2014）
- RF「New birth」Timeless（2014）
- for JOURNAL STANDARD　JOURNAL STANDARD（2014）
- V.A.「 The Best of Melancholic Jazz Moon BLK」IntroDuCing!（2015）
- V.A.「BDM 」ヴィレッジヴァンガード（2015）
- RF「Japanese Soul」TOWER RECORDS（2015）
- 新納慎也「NIROCK!」ビクターエンタテインメント（2015）
- MAY'S「LOVE SONG BEST ~15th Anniversary Version~」日本クラウン
- MAY’S「Nothing」CD　日本クラウン（2017）
- MAY’S「Nothing」CD+DVD　日本クラウン（2017）
- 映画「のみとり侍」オリジナルサウンドトラック（2018）
- 海蔵亮太「Communication」日本クラウン（2019）
- 連続ドラマW「孤高のメス」オリジナル・サウンドトラック（2019）
- animec8 デジタルシングル「さきのみらい」Sumthin' Label（2022）
- animec8 デジタルシングル「エンカウント」Sumthin' Label（2022）
- animec8 デジタルシングル「Iris」Sumthin' Label（2022）
- 笹生実久「she was a girl」KANDY RECORDS（2022）
- animec8 デジタルシングル「さかなのいぶくろ」Sumthin' Label（2022）
- animec8 デジタルシングル「Happy Sugar Beat」Sumthin' Label（2022）
- animec8 デジタルシングル「可動性ピリオド」Sumthin' Label（2022）
- animec8 デジタルシングル「リミットブレイク」Sumthin' Label（2022）
- animec8 デジタルシングル「Make everyday count」Sumthin' Label（2022）
- animec8 デジタルシングル「チャンスのチカラ」Sumthin' Label（2022）（作曲）
- animec8 デジタルシングル「こたえあわせ」Sumthin' Label（2023）
- animec8 デジタルシングル「memai」Sumthin' Label（2023）（作曲）
- animec8 デジタルシングル「リベラリズム」Sumthin' Label（2023）
- 笹生実久「Tokyo City Lights」KANDY RECORDS（2023）

## サウンドプロデュース
- チャンベビ　アルバム「サチワールド」（2010）
- 笹生実久　アルバム「she was a girl」（2022）
- 笹生実久「Tokyo City Lights」（2023）

## 編曲
- チャンベビ　アルバム「サチワールド」（2010）
- 石井里佳　アルバム「あおいくま」（2010）
- 笹生実久　アルバム「she was a girl」（2022）
- 笹生実久「Tokyo City Lights」（2023）

## TV・ラジオ
- TBSテレビ「BLITZ INDEX」貴杉奈央ライブ（2000）
- TBSラジオ「AKASAKA LIVE」貴杉奈央ライブ（2000）
- HTB北海道テレビ「夢チカ18」eicoライブ（2004）
- NHK BS2「週刊なびTV」eicoライブ（2004）
- Sky PerfecTV!「TAKARAZUKA SKY STAGE-春のサロンコンサート うた会」（2004）
- FM岩手　奥山みなこライブ（2004）
- レディオ湘南（板谷直樹）（2007）
- FMサルース（六弦倶楽部）（2008）
- NHKみんなのうた（暮部拓哉）（2008）
- SHIBUYA-FM　SHIBUYA VILLAGE VOICE（六弦倶楽部）（2009）
- ニッポン放送　ラジオSuonoDolce　Tokyo After6（RF）（2011）
- ラジオお台場　RAINBOW CARAVAN（RF）（2012）
- FM府中「あなたと夜と音楽と」（板谷直樹）（2016）

## 劇伴・CM・映画
- TBSアニメ「ゴーゴー五つ子ランド」（2001）
- 花王エマール CM（2006）
- 花王アタック CM（2006）
- TBSドラマ「肩ごしの恋人」（2007）
- テレビ東京アニメ「ロビーとケロビー」（2007）
- NHKみんなのうた　暮部拓哉「HANA」（2008）
- 映画「ふるり」（2009）
- ノエビア99モイストローション CM（2010）
- 映画「ふるり」DVD（2012）
- 映画「のみとり侍」（2018）
- NHKドラマ「主婦カツ！」（2018）
- アニメ「かぐや様は告らせたい」（2019）
- WOWOW ドラマ「孤高のメス」（2019）
- アニメ「うらみちお兄さん」（2021）

## フェス・コンサート・ディナーショー
- 赤坂BLITZ b-0909（貴杉奈央）（2000）
- 赤坂BLITZ b-0929（貴杉奈央）（2000）
- 剣幸　Spring Salon Concert「うた会」東京曾舘（2004）
- 水森かおり　コンサート2004
- 岩本公水　10周年記念コンサート（2004）
- 井上芳雄　クリスマスディナーショー2004（東京、大阪、福岡）
- 水森かおり　コンサート2005
- 松本英子　5th Anniversary3days "Special Daily Life"（2005）
- 新納慎也　NIROCK! Vol.1（2006）
- 新納慎也　NIROCK! Vol.2（2007）
- 新納慎也　NIROCK! Vol.3（2008）
- 新納慎也　NIROCK! Vol.4（2009）
- 東京會舘 Xmas Dinner Show「Knights in Night ～新納慎也～」（2009）
- 「創遊・楽落らいぶ」Vol.12 －音楽家と落語家のコラボレーション－　東京文化会館（2010）
- FUJI ROCK FESTIVAL ’11（レ•ロマネスク）（2011）
- UEDA JOINT 2011（RF）（2011）
- 白州Forest Feast2011　森香る音楽祭（RF）（2011）
- レ•ロマネスク　愛の劇場 ～クリスマス編～（2011）
- レ•ロマネスク　愛の劇場 2012春「ジュテームの嵐」（2012）
- レ•ロマネスク　愛の劇場 2012初夏「ジュテームの森」（2012）
- DE DE MOUSE Autumn Concert　パルテノン多摩（2012）
- DE DE MOUSE day all stars session　赤坂BLITZ（2012）
- HandMade in Japan Fes 2013　東京ビッグサイト（RF）（2013）
- 新納慎也　NIROCK! Vol.8（2013）
- 東京JAZZ FESTIVAL（Ray Yamada）（2013）
- 札幌オータムフェスト2015（田野崎文）（2015）
- ARK HiLLS CAFE JAZZ FESTIVAL（RF）（2015）
- DE DE MOUSE farewell holiday! release party　ビルボード大阪（2016）
- ROVO 20th Anniversary MDT FESTIVAL 2016　日比谷野外音楽堂（DE DE MOUSE）（2016）
- パルTAMAフェス 2016 in多摩センター　パルテノン多摩（DE DE MOUSE）（2016）
- 富山BEATRAM MUSIC FESTIVAL2016（DE DE MOUSE）（2016）

## 舞台
- Steps Musical Live　The Songs Of Kander & Ebb　こまばエミナース（2003）
- アクト、歌、朗読でつづる空間ドラマ「うた会」Vol.5　銀座博品館劇場（2003）
- アクト、歌、朗読でつづる空間ドラマ「うた会」Vol.6　銀座博品館劇場（2004）

## ビデオ・DVD
- ビデオ「うた会・あなたと夜と音楽と・・・？」 （2003）
- 新納慎也　NIROCK! vol,1 Shinya Niro Live 2006 DVD（2006）
- NHKみんなのうた「暮部拓哉 HANA」（2008）
- 新納慎也　NIROCK! vol,2 Shinya Niro Live 2007 DVD（2008）
- 新納慎也　NIROCK! vol,3 Shinya Niro Live 2008 DVD（2009）
- 新納慎也　NIROCK! vol,4 Shinya Niro Live 2009 DVD（2010）
- 新納慎也　NIROCK! vol,8 Shinya Niro Live 2013 DVD（2014）

## 講師・セミナー
- 日本工学院専門学校　蒲田校　非常勤講師（2007〜2009）
- リットーミュージック主催「ベース基礎トレセミナー」（2009）
- 秋葉原MUSIC BOX,お茶の水下倉楽器本店,立川ROCK INN,武蔵村山two-fiveイオンモール
- イケベ楽器ベースコレクション主催「ベーシストのためのサウンドセミナー」（2013）
- 小林貴子 + 板谷直樹 主催「ボーカリストとベーシストのためのワークショップ」
  - vol.1　Sound Studio Vantage（2013）
  - vol.2　Sound Studio Vantage（2014）
  - vol.3　Sound Studio Vantage（2014）
  - vol.4　渋谷区文化総合センター大和田（2015）
  - vol.5　渋谷区文化総合センター大和田（2015）
  - vol.6　渋谷区文化総合センター大和田（2015）
  - vol.7　渋谷区文化総合センター大和田（2016）
  - vol.8　カフェ&ギャラリーVieill（2016）
- イケベ楽器ベースコレクション10周年「ベーシストのためのサウンドセミナー2017」（2017）

## 著書
- ベースラインで迷わない本（リットーミュージック）(ISBN 4845614189)
- 一生使えるベース基礎トレ本（リットーミュージック） (ISBN 4845617080)
- 一生使えるベース基礎トレ本・スラップ強化編（リットーミュージック） (ISBN 4845619342)
- 一生使えるアドリブ基礎トレ本・ベース編（リットーミュージック）(ISBN 4845620537)
- ベーシスト 究極の選択60 〜2択が導くなりたい自分（リットーミュージック） (ISBN 4845622157)
- ベースのフィルインを究める本（リットーミュージック） (ISBN 4845625237)
- 圖解貝斯過門（易博士出版社）
- ベースマガジン講義録 リズム＆グルーヴ徹底攻略本（リットーミュージック）（ISBN 4845638703）

## 寄稿・連載・対談
- 連載「出張版・ベーシスト 究極の選択」全10回　リットーミュージックRandoM
- I Love Bass 対談：板谷直樹 ＋ REQST西野正和 対談　リットーミュージックRandoM
- I Love Bass 連載：「ベーシストにお薦めの映画紹介」リットーミュージックRandoM
- ベースマガジン2017年8月号　イノベーションする“ニュー・エラ・ジャズ” 記事
- ベースマガジン2019年10月号　奏法特集「前ノリと後ノリの真実」（音源付き）
- ベースマガジン2020年1月号　「奏法面における5弦ベースの利点」（音源付き）
- ベースマガジン2020年5月号　奏法特集「イチからわかるブルースのお作法」
- ベースマガジン2021年2月号　ディスクレヴュー寄稿
- ベースマガジン2021年5月号　「知って得するスラップのあれこれ」コラム寄稿
- ベースマガジン2021年11月号　奏法特集「親指弾きのディープな世界」
- ベースマガジン2023年11月号　ピック・マスターたちの肖像〜世界の名手とそのスタイル